# Neal D. Barnard

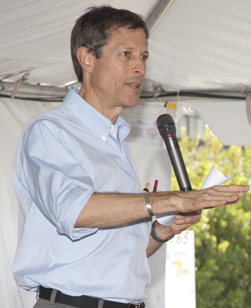
Barnard 2014

Neal D. Barnard ist ein amerikanischer Forscher, der zu Fragen der Ernährungswissenschaften arbeitet. Er ist Gründer des Physicians Committee for Responsible Medicine (PCRM).

## Leben
Barnard wuchs in Fargo, North Dakota auf. Sein Studium absolvierte er an der George Washington University School of Medicine in Psychiatrie. Hier begann er auch sich mit der veganen Ernährung zu beschäftigen. Er ist vom American Board of Psychiatry and Neurology zertifiziert, Fellow am American College of Cardiology und Mitglied der American Medical Association.

## Karriere
1985 gründete Barnard das Physicians Committee for Responsible Medicine (PCRM) – zu Deutsch etwa „Ärztevereinigung für verantwortungsvolle Medizin“. Ziel war die „Förderung der Präventivmedizin.“
Mit Stand 2016 hat das PCRM 150.000 Mitglieder davon 12.000 Ärzte. Es macht einen Jahresumsatz von über 20 Millionen US-Dollar.
2011 war Barnard im Dokumentarfilm Gabel statt Skalpell zu sehen, einem Film, der die Arbeit von T. Colin Campbell und Caldwell Esselstyn beschreibt.
Barnard ist Associate Professor of Medicine an der George Washington University School of Medicine. 2015 gründete er das Barnard Medical Center als Teil des PCRM das 2016 mit ihm als Präsidenten eröffnete. Es bietet medizinische Grundversorgung und betont präventivmedizinische Ansätze sowie Ernährung.
Barnard ist Psychiater, praktiziert aber nicht. Er spielt Cello, Gitarre und Keyboard und war Mitglied in verschiedenen Bands.

## Auszeichnungen
- Lifestyle Medicine Trailblazer Award, 2016[18] des American College of Lifestyle Medicine (ACLM)
- 6th Plantrician Project Luminary Award, 2019[19] des The Plantrician Project

## Publikationen

### Artikel
- Barnard ND, Willett WC, Ding EL. The misuse of meta-analysis in nutrition research. In: JAMA. 2017; 318(15):1435-1436. PMID 28975260
- Barnard ND, Katz DL. "Building on the Supplemental Nutrition Assistance Program’s Success: Conquering Hunger, Improving Health." In: Am J Prev Med. 2017;52(2S2):S103-S105. PMID 28109410
- Barnard ND, Levin SM, Yokoyama Y. "A systematic review and meta-analysis of changes in body weight in clinical trials of vegetarian diets." In: J Acad Nutr Diet. 2015 Jun;115(6):954-69. PMID 25620754
- Barnard ND, Bush AI, Ceccarelli A, de Jager CA, Erickson KI, Fraser G, Kesler S, Levin SM, Lucey B, Morris MC, Squitti R. "Dietary and lifestyle guidelines for the prevention of Alzheimer’s disease." In: Neurobiol Aging. 2014;35 Suppl 2:S74-8. PMID 24913896
- Barnard ND, Cohen J, Jenkins DJ, Turner-McGrievy G, Gloede L, Green A, Ferdowsian H. "A low-fat vegan diet and a conventional diabetes diet in the treatment of type 2 diabetes: a randomized, controlled, 74-week clinical trial." In: Am J Clin Nutr 2009;89(suppl):1588S-96S. PMID 19339401
- Barnard ND, Cohen J, Jenkins DJ, Turner-McGrievy G, Gloede L, Jaster B, Seidl K, Green AA, Talpers S. "A low-fat, vegan diet improves glycemic control and cardiovascular risk factors in a randomized clinical trial in individuals with type 2 diabetes." In: Diabetes Care 2006;29:1777-1783. PMID 16873779
- Neal D. Barnard, Emilie Rembert, Amber Freeman, Meka Bradshaw, Richard Holubkov: Blood Type Is Not Associated with Changes in Cardiometabolic Outcomes in Response to a Plant-Based Dietary Intervention. In: Journal of the Academy of Nutrition and Dietetics. Band 121, Nr. 6, Juni 2021, ISSN 2212-2672, S. 1080–1086, doi:10.1016/j.jand.2020.08.079.

### Bücher
- The Power of Your Plate (1990: Book Publishing Co., Summertown, TN) ISBN 1-57067-003-X
- A Physician's Slimming Guide (1992: Book Publishing Co., Summertown, TN) ISBN 0-913990-91-4
- Food for Life (1993: Harmony/Random House, New York, NY) ISBN 0-517-88201-9
- Eat Right, Live Longer (1995: Harmony/Random House, New York, NY) ISBN 0-517-79950-2
- Foods that Cause You to Lose Weight (1992: The Magni Group, McKinney, TX) ISBN 0-06-257036-6 Barnard ND. Foods that Cause You to Lose Weight II (1996: The Magni Group, McKinney, TX) ISBN 1-882330-48-X
- Als Herausgeber: The Best in the World, volume I (1998), volume II (2000), volume III (2010), and volume IV (2014), (Physicians Committee for Responsible Medicine, Washington, DC). ISBN 1-935535-01-3
- Foods That Fight Pain (1998: Harmony/Random House, New York, NY) ISBN 0-609-60098-2
- Turn off the Fat Genes (2001: Harmony/Random House, New York, NY) ISBN 0-609-80904-0
- Breaking the Food Seduction (2003: St. Martin’s Press, New York, NY) ISBN 0-312-31494-9
- Dr. Neal Barnard's Program for Reversing Diabetes. (2007, revised edition 2018: Rodale, Emmaus, PA) ISBN 1-59486-810-7
- Mit Weissinger R, Jaster BJ, Kahan S, Smyth C. A Nutrition Guide for Clinicians. 1st edition 2007 ISBN 0-9664081-5-2; 2nd edition 2009 ISBN 0-9664081-7-9; 3rd edition 2018 (Physicians Committee for Responsible Medicine, Washington, DC)
- Mit Reilly J. The Cancer Survivor's Guide (2008: Healthy Living Publications, Summertown, TN) ISBN 1-57067-225-3
- Mit Webb R. The Get Healthy, Go Vegan Cookbook (2010: Da Capo, New York). ISBN 0-7382-1358-6
- 21-Day Weight-Loss Kickstart (2011: Grand Central, New York). ISBN 0-446-58382-0
- Power Foods for the Brain (2013: Grand Central, New York). ISBN 1-4555-1220-6
- The Cheese Trap (2017: Grand Central, New York). ISBN 1-4555-9468-7
- Dr. Neal Barnard's Cookbook for Reversing Diabetes (2018: Rodale, Emmaus, PA). ISBN 1-62336-929-0
- Mit Nixon LS. Your Body in Balance: the New Science of Food, Hormones, and Health (2020: Grand Central, New York). ISBN 1-5387-4744-8